# Krasnoturinsk

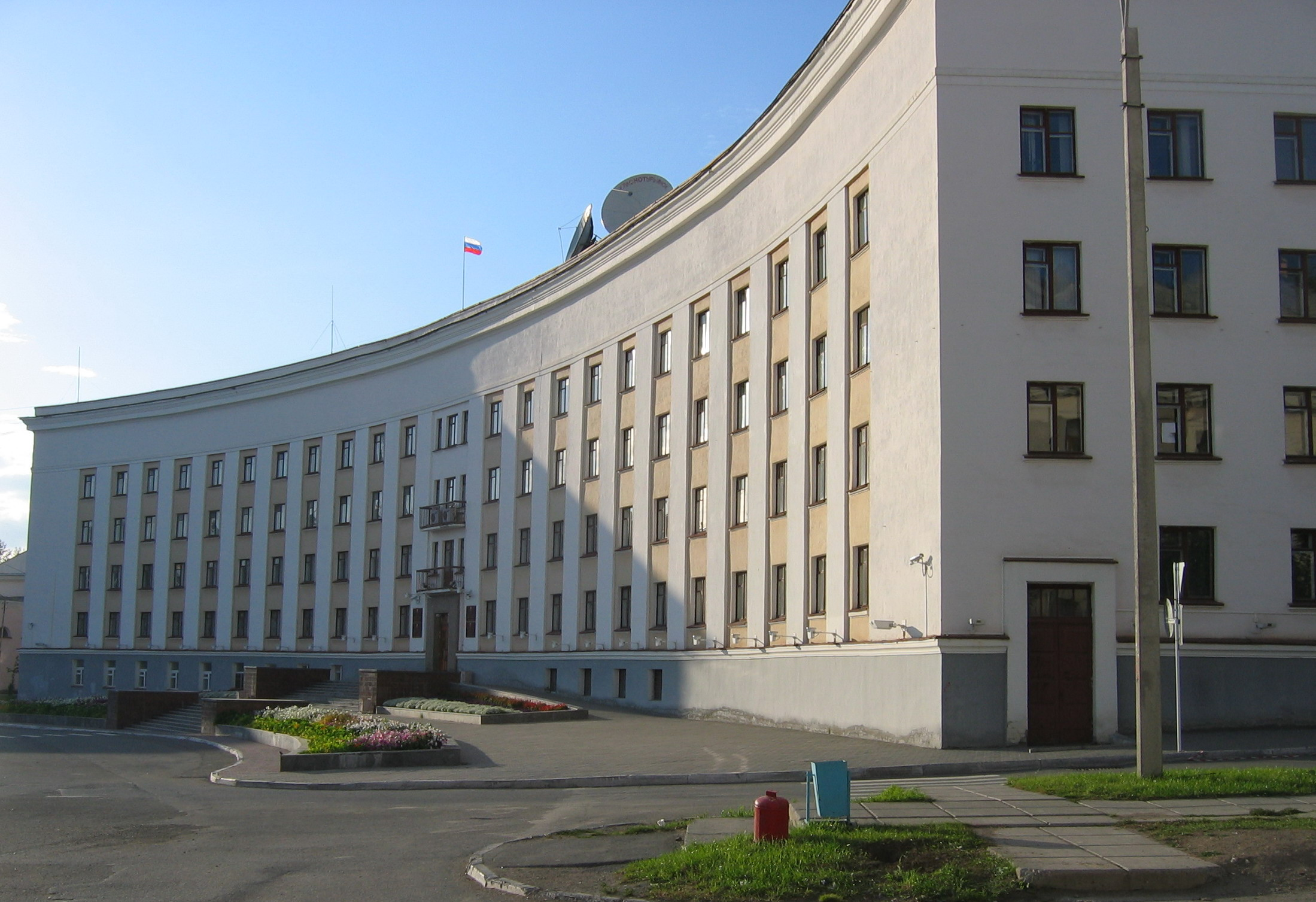
Stadshuset.

Krasnoturinsk (ryska: Краснотурьи́нск) är en stad i Sverdlovsk oblast i Ryssland. Folkmängden uppgick till 58 581 invånare i början av 2015.